# Автошлях О 020502
Автошля́х О 020502 — автомобільний шлях місцевого значення у Вінницькій області. Пролягає територією Вінницького району від міста Іллінці до села Василівка. Загальна довжина — 10.3 км.

## Маршрут
Автошлях проходить через такі населені пункти:
| Автошлях О 021503 |     |
| Вінницька область |     |
| Вінницький район  |     |
| Іллінці           | Р33 |
| Василівка         |     |